# Arkona (Qingdao)
Arkona (auch Arcona, Kleine Qingdao-Insel, chinesisch 小青島 / 小青岛, Pinyin Xiǎo Qīngdǎo) ist eine Insel bei der chinesischen Hafenstadt Qingdao. Der Name geht auf die deutsche Kolonialzeit zurück.

## Geografie
Arkona ist nur wenige Hundert Meter vom chinesischen Festland entfernt, mit dem es durch eine Straße verbunden wurde. Auf der bewaldeten Insel befindet sich eine kleine Parkanlage. Die höchste Erhebung beträgt etwa 20 Meter. Besuchern bietet sie einen Blick auf die Skyline von Qingdao.

## Geschichte
Den Deutschen wurde die Insel als Tsingtau bekannt, was sie auf die Europäerstadt an der gegenüberliegenden Küste übertrugen. Um 1904 wurde hier der Leuchtturm Arkona-Insel gebaut, der bis heute ein Wahrzeichen der Insel ist.

### Namensgebung
Die Kreuzerkorvette Arcona, benannt nach dem Kap Arkona auf der Ostseeinsel Rügen, war ein Schiff der Flotte, die 1897 die Kiautschou-Bucht besetzte.

## Bilder

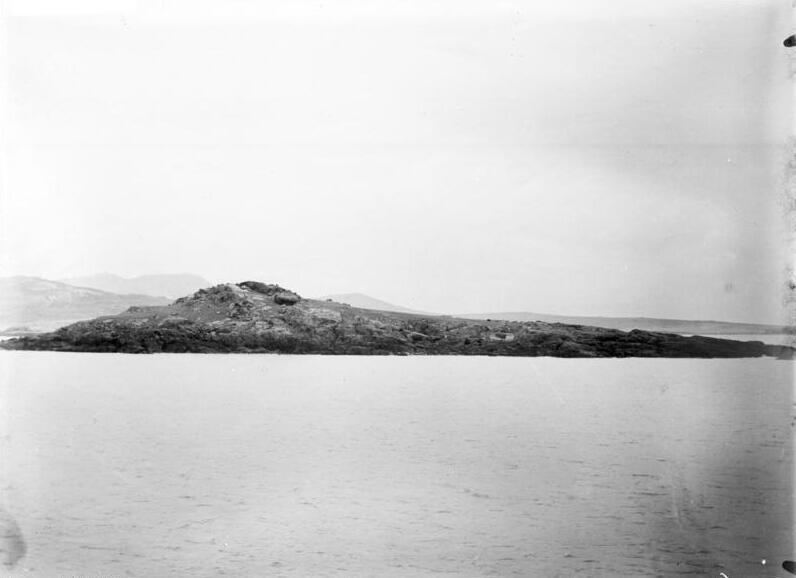
Die Arkona-Insel vor dem Bau des Leuchtturms.
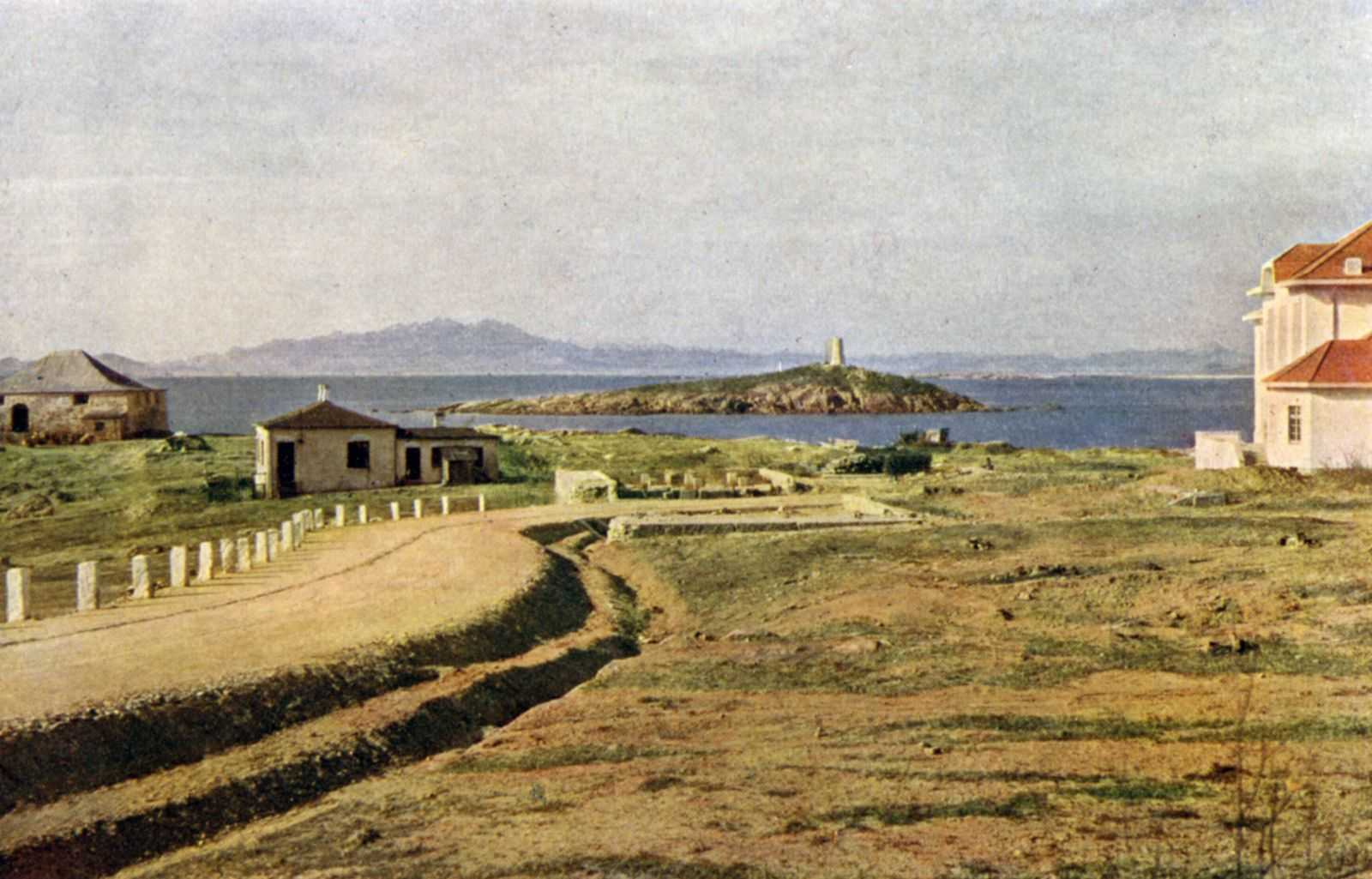
Die Arkona-Insel nach dem Bau des Leuchtturms, um 1910.
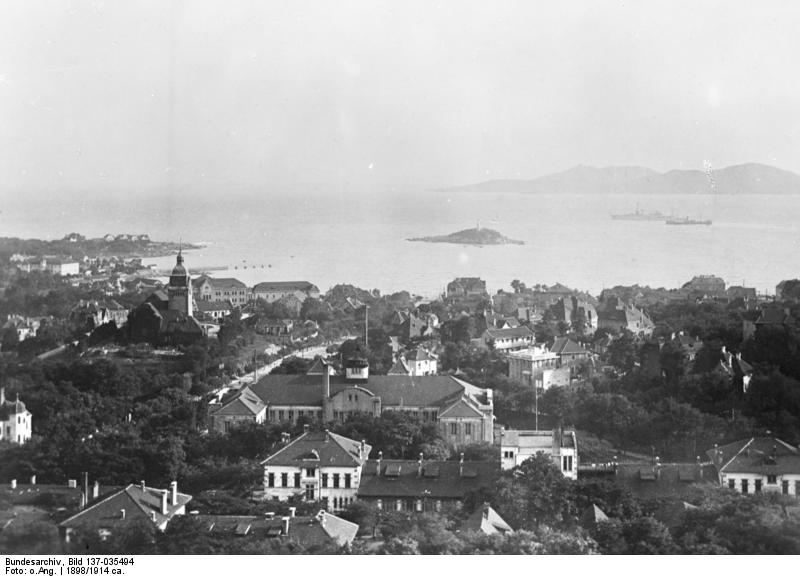
Tsingtau um 1930 mit Blick auf die Arkona-Insel.
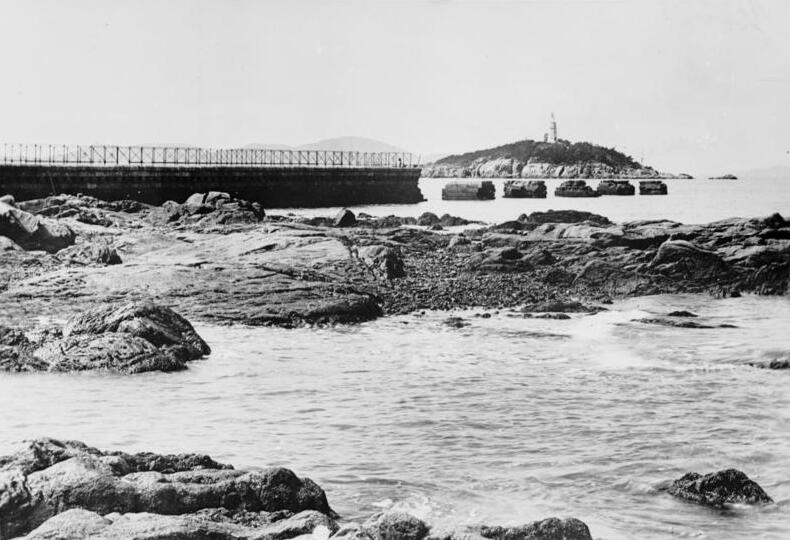
Die Arkona-Insel um 1930.